# Élena Panaríti
Élena Panaríti (grec moderne : Έλενα Παναρίτη), née en 1968, est une économiste et femme politique grecque.